# Carlos Alberto Simas Magalhães
Carlos Alberto Simas Magalhães (ur. 21 września 1950 w Mediolanie) – brazylijski dyplomata, ambasador w Maroku (2003–2008), Polsce (2008–2012), Paragwaju (2017–2019) i Portugalii (od 2019).

## Życiorys
Od 1975 zatrudniony w Ministerstwie Spraw Zagranicznych, m.in. w Departamencie Organizacji Międzynarodowych i Wydziale Narodów Zjednoczonych. Od 1979 sprawował funkcję II, a następnie I sekretarza Ambasady w Waszyngtonie, La Paz (1982–1985) i Paryżu (1985–1987). W latach 1991–1993 pracował jako radca misji brazylijskiej przy Organizacji Państw Amerykańskich w Waszyngtonie, następnie reprezentował kraj przy Mercosur, był także radcą ministerialnym przy ONZ w Genewie (1997–2000) oraz przedstawicielem kraju w Światowej Organizacji Handlu w Genewie (2000–2001). W 2003 złożył listy uwierzytelniające jako ambasador w Maroku.
W latach 2008 do 2012 był ambasadorem w Polsce, a 2017 do 2019 – w Paragwaju. Od grudnia 2019 obejmuje funkcję ambasadora Brazylii w Portugalii.